# 허요시 알프레드
허요시 얼프레드(헝가리어: Hajós Alfréd, 1878년 2월 1일 ~ 1955년 11월 12일)는 헝가리의 수영 선수 출신의 건축가이다. 그는 헝가리의 첫 올림픽 수영 우승자이자 첫 금메달리스트이다.

## 일생
헝가리의 부다페스트에서 태어났으며 유대인으로 본명은 아르놀트 구트만(독일어: Arnold Guttmann)이다. 13살에 그의 아버지가 다뉴브강에 빠져서 익사하자 좋은 수영 선수가 되기로 했고 그의 선수 생활을 위해 이름을 허요시(헝가리어로 선원을 의미)로 바꿨다.
1896년에 아테네 올림픽이 열렸을 때 그는 헝가리의 건축학도였다. 그가 경기에 나갈 수는 있었지만 대학에서 수업 결강 허가를 받는 것은 쉽지 않았다. 그가 돌아와서 재학 중이던 기술전문 대학교의 학장에게 갔을 때 학장은 하요시가 올림픽에서 거뒀던 성공에 대해선 축하하지 않고 이렇게 말했다. "너의 메달은 내 관심 밖이지만 다음 학기 시험에 관한 대답은 정말 듣고 싶다."
1896년 하계 올림픽에서 수영 경기는 지중해에서 열렸다. 당시 18세였던 허요시는 살인적인 수온(50 °F 즉, 10 °C)과 4m가 넘는 파도를 이기고 2개의 금메달을 땄다. 100m 경기에서 1분 22초 2의 기록으로 우승했으며 1200m 경기에서는 18분 22초 2의 기록으로 우승했다. 하요시는 모든 경기(3경기)에서 이기고 싶어했지만 500m 경기는 100m 경기 바로 다음이면서 1200m 경기 바로 전이어서 나갈 수 없었다. 1200m 경기에 나가기 전에 그의 몸에 약 반인치(1cm)정도 그리스를 발랐고 이것은 추위를 약간 막아줬다. 그는 경기에서 이긴 후에 이렇게 고백했다. "살고 싶은 욕망이 이기고 싶은 욕망을 정복했다." 우승자를 위한 저녁만찬에서 그리스의 황태자가 허요시에게 어디서 수영을 그렇게 잘하는 법을 배웠냐고 묻자 이렇게 답했다. "물 속에서." 다음날 아침 아테네의 기관지인 '아크로폴리스'는 하요시를 "헝가리산 돌고래"로 묘사했다. 그는 우승자 중 가장 젊은 선수였다.
허요시는 아테네 올림픽 이전에 열린 유럽 수영 선수권 대회에서 1895년과 1896년에 100m 종목을 우승했다.
이 다재다능한 선수는 1898년에 헝가리 전국 선수권 대회에서 400m 허들, 원반 던지기 뿐만 아니라 100m 경기에서도 우승했다. 헝가리 축구 국가대표팀에서 1901년부터 1903년까지 공격수를 맡기도 했다.
허요시는 1924년에 파리 올림픽에서 건축 부문에 출전했다. 그는 라우베르 데죄(1908년 하계 올림픽에서 테니스 종목에 출전)와 함께 경기장을 만드는 계획을 했으며 은메달을 받았다. 심판들은 이 때 금메달 수여자를 정하지 않았다.
허요시가 지은 경기장 중 가장 유명한 것은 부다페스트의 다뉴브강에 있는 마르기트 섬에 지은 수영장이다. 1930년에 지었으며 1958년과 2006년에 열린 유럽 수영 선수권 대회와 2006년 FINA 남자 수구 월드컵 경기장으로 이용되었다.
1953년에 IOC에서는 올림픽 공로상을 수여했다. 그는 국제 수영 명예의 전당에 올랐으며 1981년에는 국제 유대계 스포츠인 명예의 전당에 이름이 올랐다.
그의 남동생인 허요시 헨리크는 아테네에서 열린 1906년 하계 올림픽의 자유형 4x250m 종목에서 우승을 차지했다.

## 그가 디자인한 건물
초기에 그의 디자인은 아르 누보, 절충주의였지만 후에는 이탈리아풍의 근대 건축으로 돌아섰다.
- 데브레첸 - 아라니비카 호텔
- 데브레첸 - 뢰치 고등학교
- 부다페스트 - 프로테스탄트 교회 센터
- 우페슈트 - 위페슈트 FC UTE 경기장
- 부다페스트, 마르기트 섬 - 수영장
- 부다페스트 XIV - 밀레나리스 스포트팔랴
- 미슈콜츠 - 운동장
- 파퍼 - 운동장
- 세게드 - 운동장
- 커포슈바르 - 운동장
- 포조니(현 브라티슬라바) - 여학교
- 미슈콜츠의 인민의 공원 - 네프게르트 비가도
- 세게드의 스윔배쓰 - 리게트퓌르되, 1930년